# إريكو كيتاجاوا
إريكو كيتاجاوا (باليابانية: 北川悦吏子؛ بالكانا: きたがわ えりこ) هي كاتبة سيناريو ومخرجة يابانية، ولدت في 24 ديسمبر 1961 في مينوكامو غيفو في اليابان.

## وصلات خارجية
- إريكو كيتاجاوا على موقع IMDb (الإنجليزية)
- إريكو كيتاجاوا على موقع ألو سيني (الفرنسية)
- إريكو كيتاجاوا على موقع ميوزك برينز (الإنجليزية)
- إريكو كيتاجاوا على موقع ميوزك برينز (الإنجليزية)
- إريكو كيتاجاوا على موقع أول موفي (الإنجليزية)
- إريكو كيتاجاوا على موقع قاعدة بيانات الفيلم (الإنجليزية)
- إريكو كيتاجاوا على موقع كينوبويسك (الروسية)